# 450. ракетни пук ПВО
450. ракетни пук против ваздушне одбране (скраћено: 450. рп ПВО), познат и као Краљевске Лисице, био је пук Југословенске народне армије и Војске Југославије опремљен ракетним системима против ваздушне одбране. Учествовао је у одбрани Савезне Републике Југославије током НАТО бомбардовања 1999. године. Пук је расформиран 30. септембра 2004. године, на Дан рода АРЈПВО и интегрисан у 250. ракетну бригаду ПВО.

## Историја јединице
Пук је формиран 5. септембра 1977. године на аеродрому Батајница, након вишемесечне преобуке старешинског састава и пријема борбене технике. У саставу пука била су три ракетна дивизиона (рд) и један ракетно-технички дивизион (ртд). Пук је формиран са циљем извршавања задатака против ваздушне одбране ширег рејона Скопља. У децембру 1977. и 7. јануара 1978. је извршено премештање борбене технике и поседање новоизграђених положаја. Сам ракетно-технички дивизион је преместио и ускладиштио 186 вагона средстава ратне технике. Године 1979. је извршена провера борбене готовости пука; бојево школско гађање у Совјетском Савезу од 1. до 9. јуна и том приликом је постигнута висока врло добра оцена (4,40). Дана 1. септембра 1980. године, формиран је и 4. ракетни дивизион чиме је заокружено формирање 450. рп ПВО. Овај дивизион је уз учешће 2. ракетно-техничке батерије, успешно извршио бојево гађање 19. децембра 1982. године. Нова важна провера је уследила 1984. Опет је то било бојево гађање у Совјетском Савезу. Тада је први пут систем НЕВА из СФРЈ гађао брзу ракета мету РМ-207A. Гађање је било успешно, а добијена оцена је врло добра (4,10). Треће бојево школско гађање у Совјетском Савезу је изведено у периоду од 14. до 21. маја 1988. године. Пук је добио веома компликован задатак са сложеним моделом напада са интензивним електронским и пасивним ометањем. Мета за гађање је била радиовођена ракета мета ЛА-17К. Ефикасност лансираних ракета је била 100%, а оцена гађања одлична (4,80). Судије су истакле да је 450. рп ПВО добио највећу оцену у историји полигона, што је уписано на спомен плочи полигона. На том полигону гађање су изводиле све јединице из свих земаља које у свом наоружању имају ракетне системе совјетске производње, укључујући и земљу домаћина.

### Период сукоба у бившој Југославији
У марту 1991. године у пук је стигла ненајављена контрола Инспекције Оружаних Снага која је својом оценом потврдила високу борбену готовост пука. Лета те године, услед сложене политичке ситуације, узроковане сукобима у бившој Југославији, пук је ивршио мобилизацију комплетног резервног састава. Обука је трајала 36 дана, после чега је резервни састав отпуштен из јединице. Такође, због сукоба у Словенији и Хрватској, припадници пука су пружили помоћ у људству и техници за премештање 350. рп ПВО из Љубљане у Мостар, ремонтног завода „Змај“ из Загреба у Београд и 165. ваздухопловне базе из Скопља на више аеродрома у Србији.
Премештање својих јединица из Македоније у Србију пук је почео 19. октобра 1991. године премештањем резервног командног места пука, 1. и 4. ракетног дивизиона и 2. ракетно-техничке батерије ракетно-техничког дивизиона у касарне у Нишу и Врању. Ракетно-технички дивизион је наставио перманентно премештање технике до марта 1992. године. Тада је премештена и команда пука и 2. рд у рејон Краљева и 3. рд у рејон Трстеника. До краја године извршено је премештање 1. ракетног дивизиона и ракетнотехничког дивизиона у рејон Краљева и 4. ракетног дивизиона у рејон Крагујевца. Августа 1994. године 3. ракетни дивизион је премештен из рејона Трстеника у рејон Краљева и тиме је завршен процес премештања и смештаја јединица пука на нове локације.

### Период од 1997. до 1998.
Годишњим планом борбене обуке за 1997. и 1998. планирано је школско бојево гађање тако да се са припремама отпочело од почетка године. Интензивно се радило на проширењу теоретских и стручних знања из области ракетне технике, борбеног правила и употребе јединица. Посебно значајан је био рад на подизању исправности техничких средстава и њихово подешавање, јер је пук био носилац овог задатка и премештања ракетно техничких средстава која су касније вршила гађања у рејону Тивта. Због непосредне претње ратом у октобру 1998. године, уместо одласка на школско бојево гађање, пук је извршио мобилизацију, премештање ракетних дивизиона (3.ракетни дивизион је био у рејону Газиместана) и ракетнотехничког дивизиона и дисперсију ракета и материјално-техничких средстава. По окончању кризе, јединице пука су се вратиле на основне положаје, као и сва ракетна и материјално-техничка средства.

### НАТО бомбардовање

#### Зона одговорности
Зона одговорности пука у противваздухопловној одбрани рејона, је била 80 km (Косјерић-Трстеник) пута 40 km (Драгачево-Рудник).
Пук је посео 57 положаја и 2 командна места, од чега 42 ватрена положаја, 12 лажних ватрених положаја и 3 техничка положаја. Ниједан ватрени положај није поново поседан. Сви лажни ватрени положаји су били на местима стварних.
Зона дејства ракетних дивизиона је била активна 213 дана, од 308 (4 дивизиона пута 77 дана рата) или 69 %, а лажна зона 171 дан, од 231 (3 лажна дивизиона пута 77 дана рата) или 74 %. Однос покривености зоне пука стварном према лажној зони је био 1,25:1.

#### Надлетања НАТО формација
Формирана је сопствена радарска мрежа, у зони одговорности пука, за ваздушно осматрање јављање и навођење. У зони пука летело је 420 НАТО формација (НФ). Од тог броја у зони дејства пука летела је 281 НАТО формација, или 68 %. 22 НАТО формације су биле летелице STEALTH технологије (Ф-117А и Б-2). Највише НАТО формација летело је у зони пука, у шестој недељи рата 77 и 12. маја 28. Највише НАТО формација STEALTH технологије, летело је у зони пука, у четвртој недељи рата 7. У зони пука није летела ниједна НАТО формација, у десет дана рата.

#### Радарска зрачења
Високофреквентна (ВФ) енергија је зрачена 524 пута. ВФ енергија је зрачена, нишанским радаром (НР) 129 пута, или 46 % у односу на НАТО формације које су летеле у зони дејства пука. ВФ енергија је зрачена, имитатором зрачења (ИЗ) 396 пута, или 94 % у односу на НАТО формације које су летеле у зони пука. Однос стварног зрачења ВФ енергије нишанским радаром, према лажном са имитатором зрачења је био 0,33:1. Највише зрачења ВФ енергије НР, је било у петој недељи рата 23 и 13. априла 15. Највише зрачења ВФ енергије ИЗ, је било у осмој недељи рата 63 и 22. априла 32.

#### Гађања
Гађање НАТО формација вођеним ракетама НЕВА, изведено је 19 пута, ценрализованим управљањем са командног места (КМ) пука. Гађања су била правилно распоређена у 10 недеља рата, адекватно густини налета НАТО формација, у зони дејства пука. Највише гађања је било у осмој недељи рата - 5.
Погођено је 16 НАТО формација од 281, или 5,7%. Према томе, ефикасност пука у зони дејства, је била 5,7%, чиме је значајно пређен НАТО стандард дозвољених губитака.
Гађано је 19 пута ракетама С-2М, погођено 8 крстарећих ракета Tomahawk и два авиона.
Ватрени положаји ракетних дивизиона, гађани су 21 пут и погођени 5 пута. Приликом гађања НАТО формација ракетама НЕВА, ватра је узвраћена противрадарским ракетама HARM 7 пута, од којих су две погодиле ватрени положај и оштетиле Станицу за вођење ракета (СтВР), са нишанским радаром.
Лажни ватрени положаји су гађани 10 пута.

#### Губици
Уништена је једна Станица за вођење ракета, са нишанским радаром, од 5 или 20 %. Ни једном нису погођене две Станице за вођење ракета, са нишанским радаром или 40 %.
Уништен је један осматрачки радар П-12, од 4 или 25 %. Ни једном нису погођена 2 осматрачка радара П-12, или 50 %.
Није било погинулих припадника пука. Повређених је било петнаест, од чега само два теже.

#### Закључак
Најважнија гађања су била трећи дан рата (26.3.1999), двадесети дан рата (13.4.1999), четрдесети дан рата (3.5.1999) и педесети дан рата (12.5.1999).
Гађања су имала веома снажан утицај на борбену ситуацију у зони одговорности пука и на морал Војске и народа у Србији.

#### Елементи борбеног распореда који су гађани касетним авио бомбама
10.4.1999. године у 22:00 гађан је ватрени положај ракетног дивизиона ПВО Самајле (43°45'17"; 20º34'09") крстарећом ракетом "TOMAHAWK" БГМ-109Д која је носила касетну бомбу. Лакше је повређено четири лица.
22.4.1999. године у 17:56 гађан је ватрени положаја ракетног дивизиона ПВО Бапско Поље (43º47'41"; 20º33'45") са две касетне авио-бомбе АГМ-154 које су први пут до тад употребљене. Једна бомба се активирала и експлодирала, а друга је пала у близини ватреног положаја. Резервни поручник Мирко Вуковић је теже повређен, а шест лица лакше. Сви су збринути у Медицинском центру „Студеница“ у Краљеву. НАТО формација која је извела дејство је на време откривена, али јединица није могла бити упозорена због загушења ПТТ веза у Бапском Пољу.
22.4.1999. године у 22:55 поново је гађан ватрени положај ракетног дивизиона ПВО Бапско Поље једном касетном авио-бомбом АГМ-154. НАТО формација Ф-117А "Stealth" је извршила оцену ефеката дејства по ватреном положају у 12:56 и 17:56, а након тога поновила дејство.
25.4.1999. године у 03:11 гађан је лажни ватрени положај ракетног дивизиона ПВО Гунцати – ТТ 373 Главица (43º54'06"; 20º39'06") са две касетне авио-бомбе ЦБУ-87 Б/Б које су се састојале од укупно 408 малих бомби.
03.05.1999. године у 17:55 гађан је Радарски положај Бумбарево брдо (43º55'19"; 20º36'03") са 2 касетне авио-бомбе АГМ-154 од којих је једна експлодирала и оштетила радар П-12. Погођена је у леђа Мирјана Тодоровић, рођена 20.06.1967. године, која је радила у њиви у близини експлозије.
10.5.1999. године у 13:45 часова гађан је лажни ватрени положај ракетног дивизиона ПВО Самајле (43º45'43"; 20º32'23") са тепихом од десет касетних авио-бомби ЦБУ-87 Б/Б које су се састојале од укупно 2040 малих бомби. Погођена ливада димензија 50x700 m је потпуно преорана. По изјавама очевидаца приликом дејства бомби тло је кључало, као када се гаси креч.
Кућа Стева Пешића преко пута ливаде је засута гелерима. Једна мала бомба је улетела кроз врата куће, пролетела поред домаћина, али срећом није експлодирала па нико није био повређен. Једна неексплодирана бомба је забијена у земљу 30 m од куће. Екипа за разминиравање ВЈ ју је уништила у марту 2000. године.

#### Процес разминиравања
На свим локацијама је вршено разминиравање у границама техничко-технолошких, материјалних и људских ресурса. Највише временских и материјалних ресурса је утрошено за разминиравање лажног ватреног положаја ракетног дивизиона ПВО Самајле. Још увек има неоткривених касетних бомби. Употребом модерних средстава и метода и оне би могле бити откривене.

### Награде и признања
За успешна борбена дејства припадницима пука је додељено 61 ратно одликовање, 126 награда, 230 захвалница и 220 специјалних признања за показану храброст и пожртвовање. Међу њима се истиче признање које су житељи Шумадије и Поморавља доделили пуку, због помоћи и подршке током НАТО бомбардовања Савезне Републике Југославије.

#### Расформирање јединице
450. ракетни пук је 30. септембра 2004. године расформиран, а његове јединице су премештене и ушле у састав 250. ракетне бригаде противваздушне одбране.

## Организација
Током свог постојања, 450. пук ПВО је био у саставу:
- 11. дивизије ПВО (1978—1986)
- 3. корпуса РВ и ПВО (1986—1992)
- 1. корпуса РВ и ПВО (1992)
- корпуса ПВО (1992—2004)

## Команданти пука
- 1. Ђорђе Петровски
- 2. Радомир Стојановић
- 3. Богољуб Марковић
- 4. Спасо Јањић
- 5. Љубомир Милановић
- 6. Мирко Томовић
- 7. Милојица Вукадиновић
- 8. Веселин Павловић - Ратни командант
- 9. Стеван Брусин